# Загорська установка підготовки газу
Загорська установка підготовки газу — виробничий майданчик в Оренбурзькій області Росії, який працює з супутнім газом ряду нафтових родовищ.
Установку ввели в дію у 2006 році для роботи з продукцією Лебяжинського, Загорського та Вахитовського родовищ. Ресурс з останнього подається по газопроводу Вахітовска ГКС – Загорська УКПНГ довжиною 120 (за іншими даними – 92 або 105) км та діаметром 325 мм. 
З проєктом Загорська установка може щорічно приймати 420 млн м3 газу. Втім, фактичний рівень завантаження суттєво менший, так, в першому кварталі 2019-го надійшло лише 26 млн м3 супутнього газу, а за перший квартали 2021-го цей показник був ще нижче – 10 млн м3.
Продукцією установки є фракція С3+ (у російській термінології відома як широка фракція легких вуглеводнів, ШФЛУ) та товарний газ (в тому ж першому кварталі 2019-го їх випустили 12,3 тисячі тонн та 21 млн м3 відповідно).
Видача товарного газу відбувається через перемички до газопроводу Оренбург – Самара. Відвантаження ШФЛУ провадять автотранспортом.
Проєкт реалізувала компанія «Оренбургнафта», яка наразі належить «Роснафті».